# Anna Paquin
Anna Helene Paquin (Winnipeg, 24 de julio de 1982) es una actriz canadoneozelandesa. Hizo su debut actoral interpretando a Flora McGrath en la película de drama romántico The Piano (1993), por la que ganó el Premio de la Academia a la Mejor Actriz de Reparto a los 11 años, convirtiéndola en la segunda ganadora más joven en la historia del Oscar. Como actriz infantil, recibió múltiples nominaciones al Premio Artista Joven por sus papeles en Fly Away Home (1996), The Member of the Wedding (1997) y A Walk on the Moon (1999), y un Nominación al premio Screen Actors Guild por aparecer en la película de comedia dramática de Cameron Crowe Almost Famous (2000). También apareció en las películas Jane Eyre (1996) y Amistad (1997).
Paquin continuó desempeñando papeles destacados hasta la edad adulta, interpretando a Rogue en la franquicia X-Men de 20th Century Fox (2000-2014), por la que fue nominada a un premio Saturn por su actuación en la primera entrega. Sus otros créditos cinematográficos incluyen 25th Hour (2002), Trick 'r Treat (2007), Margaret (2011), The Good Dinosaur (2015) y The Irishman (2019). Interpretó el papel principal de Sookie Stackhouse en la serie de televisión dramática de vampiros de HBO True Blood (2008-2014). Por su actuación en la serie, Paquin ganó el Globo de Oro a la Mejor Actriz en 2009, y fue nominada a un Globo de Oro adicional,  así como a tres Premios Saturn y un Premio del Screen Actors Guild, en 2010. Entre otros Elogios, Paquin fue nominada a un premio Primetime Emmy, un premio Globo de Oro y un premio Screen Actors Guild por su trabajo en la película para televisión Bury My Heart at Wounded Knee (2007). Recibió una nominación adicional al Globo de Oro por su trabajo en la película para televisión The Courageous Heart of Irena Sendler (2009).

## Biografía
Nació en Winnipeg, Manitoba, Canadá, el 24 de julio de 1982. Es hija de Brian Paquin, profesor canadiense de instituto de educación física y Mary Paquin (Brophy de soltera) profesora de inglés y nacida en Nueva Zelanda. Tiene un hermano, Andrew (1977), y una hermana, Katya (1980). Se mudó a Lower Hutt en Nueva Zelanda a los cuatro años de edad.
En Nueva Zelanda estudió en Raphael House Rudolf Steiner School hasta los ocho años y luego cursó el año académico 1994-1995 en Hutt Intermediate School en Wellington. En 1995, mientras estaba grabando Volando libre, sus padres decidieron divorciarse. Cuando Anna tenía 15 años, su madre y ella decidieron trasladarse a Los Ángeles para impulsar su carrera como actriz. Terminó el instituto en la Windward School, obteniendo su diploma en junio de 2000, y después se trasladó a Nueva York donde se matriculó en la Universidad de Columbia hasta que la abandonó un año después para centrarse en su carrera como actriz. Anna siguió viviendo en Nueva York hasta que en 2007, a causa del rodaje de True Blood, se mudó a Venice (Los Ángeles).
En 2001, adquirió la nacionalidad neozelandesa, de tal modo que posee doble nacionalidad canadiense y neozelandesa, aunque ella ha manifestado que se considera neozelandesa.
Aunque se muestra reticente a hablar de su vida privada se sabe que ha salido con el actor Logan Marshall-Green desde 2004 hasta 2005. A finales de ese mismo año comenzó a salir con Kieran Culkin hasta 2007, con el que había trabajado en After Ashley y en Margaret. 

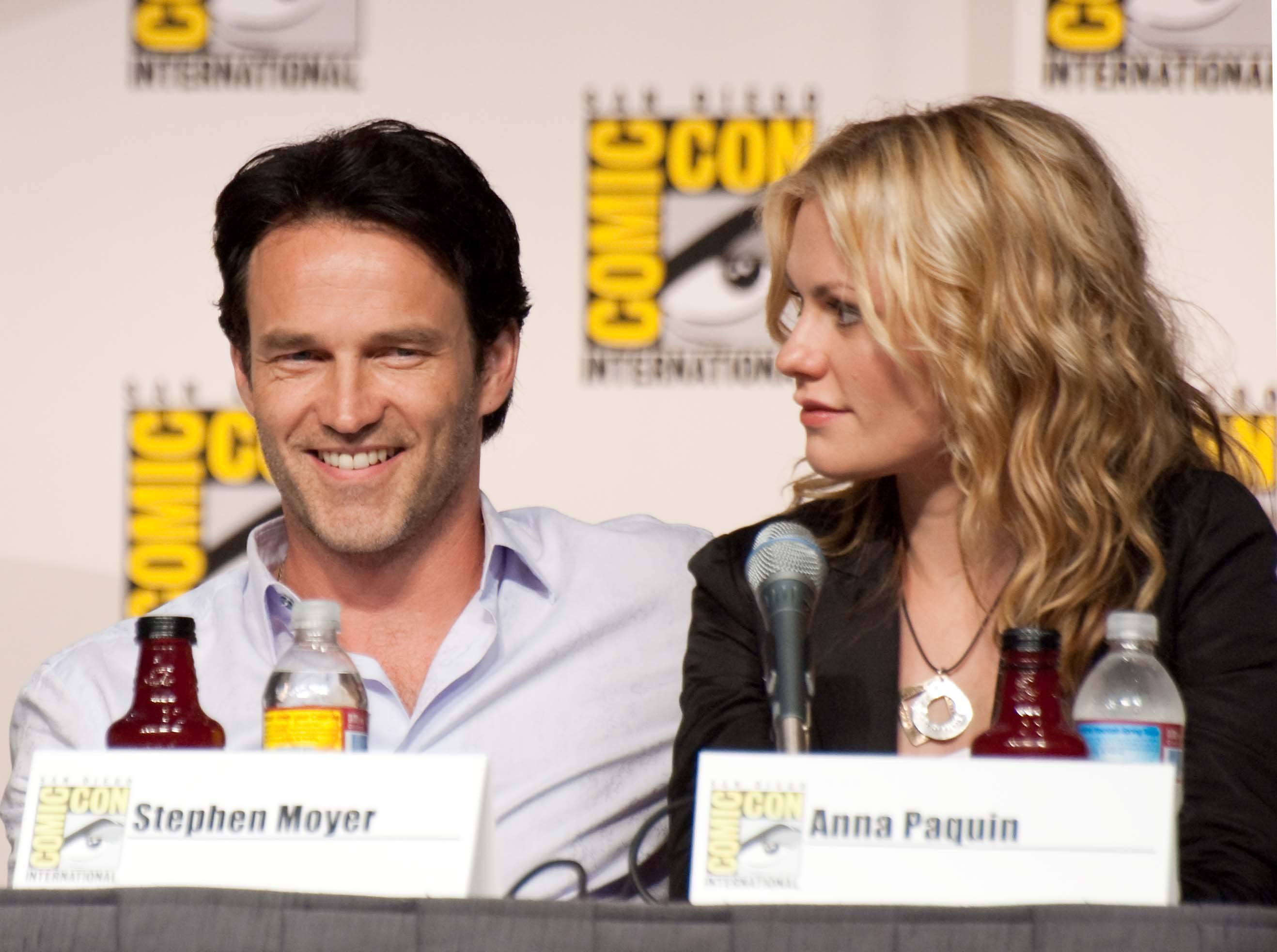
El actor británico Stephen Moyer junto con Anna Paquin, con quien mantiene una relación sentimental desde 2007 y contrajeron matrimonio el 21 de agosto de 2010.

Actualmente está casada con su compañero de reparto de True Blood Stephen Moyer, ambos empezaron a salir poco después de las audiciones para la serie, que fueron antes del verano de 2007. No confirmaron su relación hasta febrero de 2009 en una entrevista para la revista TV Guide US y seis meses después anunciaron que estaban comprometidos para casarse en Malibú el 21 de agosto del siguiente año. En marzo de 2012 la pareja anunció que serían padres, dando Anna a luz a principios de septiembre a un niño y una niña.
El 1 de abril de 2010, como parte de la campaña publicitaria "Give a Damn" destinada a recaudar fondos para una organización a favor de los derechos LGBT, admitió públicamente ser bisexual.
En 2008 se supo que a su hermana Katya se le había diagnosticado en 2006 un tumor cerebral contra el que estaba luchando por su vida. En 2009 se sometió a su cuarta intervención quirúrgica. Ese año en una entrevista sobre su interpretación de Irena Sendler en The Courageous Heart of Irena Sendler Anna comentó sobre la fortaleza de Irena comparándola con la situación de su hermana: 

Es un sentimiento de impotencia, pero al mismo tiempo tienes que ser fuerte por otra persona, porque si tú estás asustada, no se puede comparar con lo asustada que tiene que estar esa persona.
Anna Paquin

En varias ocasiones Anna ha declarado que se considera una persona muy atlética y que suele practicar la natación, boxeo, correr, montar en longboard (monopatín más largo), acude a clases de Ballet y monta en bici. Entre sus aficiones también se encuentran el punto, es seguidora del rugby y le gusta la fotografía; además sabe tocar el violonchelo y el piano y le gusta cantar. Se considera una adicta al café y al trabajo, como ella misma diría workaholic, y es una gran amante de los animales. Es fan del grupo de música independiente Nine Inch Nails, de Fiona Apple y de The Beatles.
A lo largo de los años su belleza ha sido reconocido en varias listas de revistas como la revista Teen People que en 2002 la nombró una de las 25 estrellas más sexys por debajo de los 25, la revista Maxim le dio puesto 69 de Las 100 personas más sexys en 2001, el puesto 50 en 2008, el puesto 84 en 2010, y el 76 en 2014, mientras que AskMen.com le otorgó el puesto 71 de entre Las 99 mujeres más deseadas de 2009 y el puesto 79 en 2010, también apareció en la lista de Los famosos más sexys de 2010 de la revista Playboy. Tiene un diastema muy visible. Tiene dos tatuajes: una A en el tobillo derecho y un pequeño círculo en su muñeca izquierda.

## Trayectoria profesional

#### Actriz
En 1991 Anna acudió a la audición de la película The Piano para no tener que ir a clase ese día y acompañar a su hermana, que era la que inicialmente se presentaba para el papel de Flora. Fue elegida para el papel de una audición de más de 1000 niñas actrices. Esta película supuso su debut y fue muy elogiada por la crítica además de valerle un Óscar a la mejor actriz de reparto con tan solo once años, lo que la convirtió en la segunda ganadora de un Óscar más joven de la historia, solo por detrás de Tatum O'Neal. La aceptación del premio fue una de las más singulares de los Óscar ya que cuando Anna subió al escenario a recoger su estatuilla se quedó más de 20 segundos sin decir nada y riéndose, haciendo que todo el teatro Kodak se riera con ella. Cuando terminó de decir su discurso volvió a sentarse con sus padres dejando a Gene Hackman solo en el escenario sin una actriz ganadora que llevar a la sala de prensa. Anna es la primera actriz nacida en Canadá en haber ganado un Óscar y la única actriz neozelandesa que posee uno. Durante muchos años mantuvo guardado su Óscar en el armario para que sus amigos no se sintieran incómodos cuando fueran a visitarla pero actualmente lo tiene a la vista en su tocador.
Otro dato interesante es que cuando ganó el Óscar, Paquin superó destacadamente a la actriz Holly Hunter que interpretó a su madre en la película y resultó esa misma noche ganadora del Óscar a la mejor actriz por dicha interpretación y estaba también nominada en la misma categoría por su papel secundario en otro filme llamado The firm. Años más tarde, en 2007, Holly fue nombrada en LA Times una de las actrices en haber perdido un Óscar con más gracia.
Para Anna The Piano supuso su primera incursión en el mundo de la interpretación pero pese al Oscar puso de manifiesto que también sería la última, pues no tenía la intención de continuar en el mundo de la interpretación. No es de extrañar, pues anteriormente la única ambición profesional que había tenido era llegar a ser primera ministra de Nueva Zelanda o abogada. No obstante debido al interés que mostraron por ella diversos directores y la prestigiosa agencia de representación William Morris Agency, Anna pareció reconsiderar su postura y decidió continuar su carrera como actriz.
Tras The piano una de las primeras ofertas fue el papel de Enola en la película de Kevin Costner Waterworld (1995), pero finalmente el papel fue para Tina Majorino. Anna siguió trabajando en cine en producciones como Jane Eyre, de Franco Zeffirelli, adaptación de la novela de Charlotte Brontë donde interpretaba a la protagonista en su etapa infantil o en Fly Away Home, sobre una niña que trataba de enseñar a un grupo de gansos huérfanos a volar.
En 1997 trabajó en Amistad, dirigida por Steven Spielberg, donde tuvo un pequeño papel como la reina Isabel II de España, la película es un drama histórico que aborda el tema de la esclavitud y la libertad. Después vendrían papeles en cintas independientes, como en la adaptación al cine de la obra de teatro Hurlyburly: Hurlyburly; en A Walk On The Moon un drama sobre la infidelidad ambientada a finales de los años 60; y Destinos cruzados un drama sobre la vida de 9 personas y la repercusión que las armas de fuego tienen sobre sus vidas. También ha trabajado en la comedia romántica adolescente She's All That.
No fue hasta que consiguió el papel de Rogue en la película X-Men (2000) cuando obtuvo nuevamente el reconocimiento mundial, dicho papel lo repetiría en las secuelas: X-Men 2 (2003) y X-Men: The Last Stand (2006) y un cameo en la versión cinematográfica de X-Men: días del futuro pasado (2014). No obstante la carrera de Anna Paquin siguió más vinculada al cine independiente que al comercial. Tras grabar X-Men se puso a las órdenes de Cameron Crowe en la aplaudidísima y premiada con un Óscar al mejor guion original Casi famosos (2000). Anna impresionó tanto al director durante su audición que desarrolló más su personaje para la película. También fue dirigida ese año por Gus Van Sant en Descubriendo a Forrester. Durante las vacaciones de invierno de su primer año en la Universidad de Columbia (2000) se trasladó a Alemania para rodar junto a Joaquín Phoenix Buffalo Soldiers, un drama bélico con tintes de comedia y un trasfondo de crítica hacia el ejército estadounidense que fue estrenada en el Festival Internacional de Cine de Toronto en 2001 tan solo tres días antes de 11-S. Debido al contexto social surgen fuertes críticas de algunos sectores de la sociedad por lo que el estreno en cines fue pospuesto hasta 2003. En 2002 se traslada a España a grabar la cinta de terror Darkness del director catalán Jaume Balagueró y unos meses más tarde consigue un papel en 25th Hour del director Spike Lee junto a Edward Norton y Philip Seymour Hoffman, en ella interpreta a la problemática alumna por la que Philip Seymour Hoffman se siente atraído. Anna sustituyó a Brittany Murphy dos días antes de que comenzara el rodaje. Para este papel se hizo un piercing en el ombligo.
En un principio iba a ser la protagonista de Bully (2001), pero por consejo de su representante decidió salirse del proyecto. Ese año también estuvo vinculada a la película Tart pero finalmente tampoco apareció en ella.
Después de 25th Hour llegaría el rodaje y el estreno de la segunda parte de la saga X-Men titulada X-Men 2: X-Men United, tras la cual en 2005 estrenaría The Squid and the Whale en la que volvería a coincidir con Jeff Daniels después de que este interpretara a su padre en Volando Libre, aunque esta vez fue su amante. Con esta cinta, y junto a sus compañeros de reparto, ganaría un Gotham Award. Además la cinta fue nominada al Óscar como mejor guion original.
En el verano de 2005 volvió a encarnar a Rogue en X-Men: The Last Stand pese a que estuvo a punto de no participar, ya que su contrato no incluía una tercera entrega. Aunque regresaron todos los actores originales, hubo un cambio de director ya que Bryan Singer abandonó la película en plena fase de preproducción y fue sustituido por Brett Ratner. Pese a que no se ha vuelto a hablar de manera oficial de una cuarta entrega, en una entrevista concedida a IGN Anna ha expresado su deseo de volver a encarnar a Rogue, siempre y cuando tenga la oportunidad de interpretarla como una heroína de acción.
A finales de 2005 durante los descansos de X-Men: The Last Stand, comenzó el rodaje de Margaret, un drama ambientado en Nueva York, junto a Matt Damon, Mark Ruffalo y Matthew Broderick. La película llevaba varios años en la mesa de montaje y se la llegó a considerar una película imposible de estrenar debido a las múltiples demandas judiciales que había en torno a ella. Finalmente la productora Searchlight dio paso a un estreno muy discreto y limitado en EE. UU. a finales de septiembre de 2011.
Desde el estreno de la tercera entrega de la saga X-Men tendrían que pasar cuatro años para que Anna volviera a estrenar una película en la gran pantalla, ya que Blue State (2008), la película de culto Trick 'r Treat (2009) y Open House (2010) terminaron lanzándose directamente en DVD. Su siguiente película estrenada en cine fue la comedia indie The Romantics que resultó ser un verdadero fracaso de taquilla, recaudando tan solo 107.000 dólares en Estados Unidos.
En 2011 apareció en un cameo en Scream 4, en la secuencia de apertura, y protagonizó Margaret donde su trabajo fue especialmente aplaudido. También logró papeles de protagonista dos años después en Straight A’s, junto a Ryan Phillippe y Luke Wilson, y al año siguiente en el primer largometraje de su compañía productora, una cinta independiente llamada Free Ride.
Después de mucha especulación Bryan Singer anunció a través de su cuenta de Twitter que Anna volvería a encarnar a la mutante Rogue en X-Men: días del futuro pasado. Anna fue una de las primeras en rodar sus escenas gracias a un "hueco" que la HBO le hizo durante el rodaje de la temporada 6 de True Blood pero durante el proceso de montaje, el director consideró que su trama desviaba la atención de la trama principal y decidió eliminarla completamente con la ayuda de algunos reshoots. Finalmente solo sobrevivió un pequeño cameo al final de la película. Un año después sus escenas fueron restauradas para el montaje llamado "Rogue Cut", que salió a la venta en DVD, Blu-Ray y plataformas digitales y que recibió una gran aceptación de crítica y ventas.
En 2015 Anna puso su voz a una Tiranosaurio llamada Ramsey en The Good Dinosaur, una película de animación de Pixar ambientada en un mundo en el que los dinosaurios nunca se extinguieron. Fue la primera película de la compañía en no lograr beneficios en taquilla.
En 2019, Paquin apareció en el drama aclamado por la crítica de Martin Scorsese, The Irishman. Ese año, también produjo y protagonizó a Robyn en la serie de televisión Flack  y apareció en la serie de televisión The Affair. En 2021, interpretó a la esposa de Kurt Warner en la película biográfica de deportes cristianos, American Underdog. 
En 2022, Paquin protagonizó Un amigo de la familia para Peacock. 

Protagoniza True Spirit junto a Teagan Croft y Cliff Curtis. Se transmitirá en Netflix en febrero de 2023. La película está basada en el viaje de Jessica Watson, una marinera australiana que intentó la circunnavegación global en solitario a los 16 años.

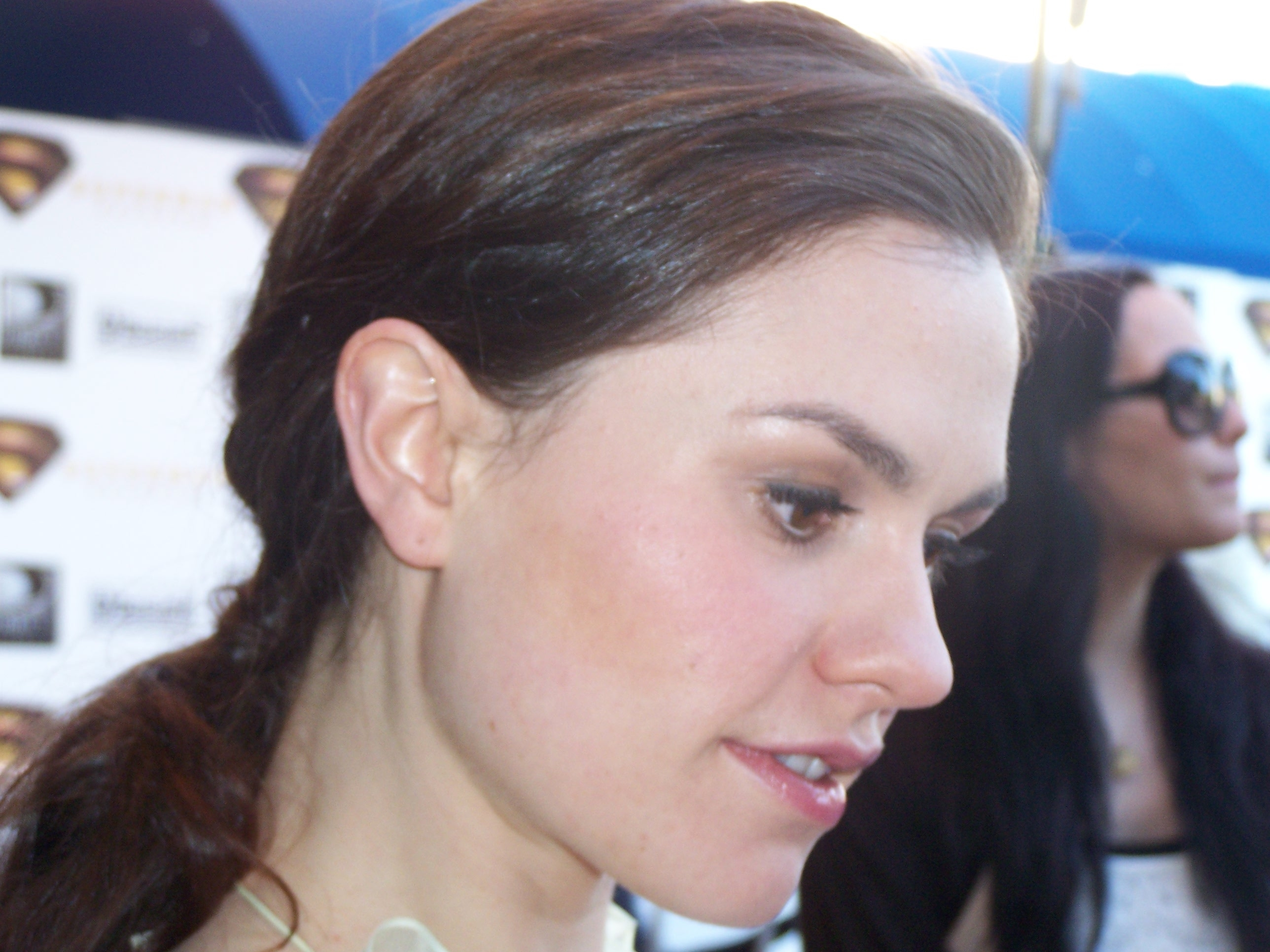
Estreno Superman Returns (2006), pelo castaño

Anna también ha trabajado en televisión. En 1997 apareció en La boda de mi hermano que suponía la segunda adaptación a la televisión de la novela de Carson McCullers llamada Frankie y la boda. Diez años después aparecería en la película para televisión de HBO Entierra mi corazón en Wounded Knee, en el que sería su primer papel adulto de toda su carrera. Se trata de la adaptación del best-seller del mismo nombre escrito por Dee Brown. En ella interpreta a Elaine Goodaley su interpretación le supuso el regreso al circuito de premios desde el Óscar de 1994, siendo nominada como mejor actriz secundaria en una película para la televisión en los Emmy y en categorías similares en los Globos de Oro y los Premios del Sindicato de Actores.
En 2007 Anna se unió como protagonista a la serie creada por Alan Ball para HBO True Blood y es la adaptación de las de novelas Southern Vampire de Charlaine Harris. En la serie Anna interpreta a Sookie Stackhouse una camarera de Louisianna con la capacidad de leer mentes (telépata) que vive en un mundo compartido con vampiros y que se siente inmediatamente atraída por Bill, el primer vampiro que llega a la pequeña ciudad en que vive. Para abordar el personaje se tiñó el pelo de rubio y se sometió a sesiones de spray para parecer más bronceada. La serie le hizo ganar su primer Globo de Oro, así como una nominación a los SAG,. Además en 2010 la posicionó como una de las actrices mejor pagadas de televisión al alcanzar un caché de 75.000 dólares por episodio y que llegaría a los 200.000 dólares por episodio en 2012 y a 275.000 dólares en 2013.
La serie se estrenó en septiembre de 2007, y pese a un arranque algo flojo consiguió cerrar la temporada como la tercera serie de mayor audiencia de la cadena, manteniendo incrementos de audiencia hasta la quinta temporada. En septiembre de 2013, durante el hiatus entre la 6.ª y 7.ª temporada, se anunció que la séptima sería la última temporada.
En 2009 Anna protagonizó el nuevo proyecto de Hallmark Hall of Fame, una película para televisión titulada The Courageous Heart of Irena Sendler. Es una película basada en el libro escrito por Ana Mieszkowska en 2005 titulado La madre de los niños del holocausto: la historia de Irena Sendler, que narra la vida de la polaca Irena Sendler.
En 2012 fue la actriz elegida por Jane Campion para protagonizar su miniserie Top of the Lake, pero debido a su embarazo el papel protagonista terminó en manos de Elisabeth Moss. Esta colaboración habría supuesto el primer reencuentro de Campion, Paquin y Holly Hunter desde El Piano.
El primer proyecto en la pequeña pantalla, después de True Blood, será Roots. La miniserie supuso una nueva adaptación de la novela homónima de Alex Haley, que incorpora más material original que la versión de 1977 así como material de investigación, y se estrenó en 2016. En ella Anna interpretó a Nancy Holte, la esposa de un oficial de la Confederación con una agenda propia en cuanto al manejo de esclavos. También tiene en desarrollo, a través de su compañía de producción, una miniserie con la HBO. Se trata de la adaptación de la novela de Kate Manning My Notorious Life, que será renombrada como Madame X, donde Anna interpretará a una comadrona y defensora del aborto que escandaliza a la victoriana sociedad del Nueva York del siglo XIX. En 2017 protagonizó un episodio de la Serie de TV Electric Dreams, llamado "Real Life", en el cual en un futuro cercano, una mujer policía que todavía se culpa de una tragedia pasada, acepta la sugerencia de su amorosa esposa de tomarse unas vacaciones en una simulación virtual, pero pronto se da cuenta de que esta podría ser la vida real y la de ella una simulación.
En el campo teatral hizo su debut en el off-Broadway en 2001 en la producción de The Glory of Living en la que la dirigió el también actor Philip Seymour Hoffman, para Anna fue una experiencia importantísima en su carrera como actriz declarando que Phillip es uno de los dioses de su universo por "haber controlado cada uno de los pequeños malos hábitos que tengo como actriz". Fue nominada para un premio Drama Desk y ganó un Theatre World como actriz secundaria por su actuación. Su segunda incursión teatral sería en Londres con This Is Our Youth en 2002 junto a Hayden Christensen y Jake Gyllenhaal. Después de regresar a Nueva York y tras un periodo alejada de los escenarios debido a rodajes de cine vendrían Roulette y The Distance From Here, ambas en 2004, y After Ashley en 2005. En 2004 consiguió el Drama Desk Awards por The Distance From Here junto a sus compañeros de reparto, por la mejor interpretación en grupo.
En 2013 Anna hizo su debut en internet con el canal de YouTube dedicado a la producción de series de ficción llamado Wigs. Protagonizó junto a Maggie Grace la serie Susanna donde Anna dio vida a Katie, una mujer que sufre una fuerte depresión postparto que obligará a su hermana Susanna a hacerse cargo de su bebé y de ella mientras intenta equilibrar sus nuevas obligaciones con su trabajo en la banca y sus sentimientos encontrados sobre la maternidad. La serie fue dirigida por su creador, Jon Avnet, y estrenó los 6 primeros episodios el 14 de junio y los 6 restantes el 21.

#### Directora
Dentro de poco Anna afrontará un nuevo reto profesional al dirigir y escribir su primera película, que será The Pink Hotel.

#### Productora
- Paquin Films

Anna fundó junto a su hermano Andrew una compañía productora de corta vida llamada Paquin Films. Con ella realizaron la película Blue State que se estrenó en el Festival de Cine de Tribeca en 2007 donde obtuvo buenas críticas pero que tras pasar por otros festivales de cine MGM finalmente decidió sacarla directamente en DVD.
- CASM Films

En 2010 fundó SCAMP junto a Cerise Hallam Larkin, Mark Larkin y su marido Stephen Moyer. La primera película de la productora fue la cinta Free Ride (2014) que Anna también protagonizó. En 2012 la productora cambió su nombre a CASM Films y añadió a sus proyectos Spitfire, la adaptación de la novela The Pink Hotel, y el corto Civilianaire Boys’ Club, siendo Anna la directora de la segunda.
Mientras promocionaba Free Ride en la edición de 2013 del Hamptons International Film Festival, Stephen Moyer mencionó que la compañía también había adquirido los derechos del libro Lonely Werewolf Girl de Martin Miller, y de dos guiones: un drama sobre el suicidio llamado Columbia y Twinkle, una comedia sobre un jugador de hockey alcohólico que se convierte en profesor de ballet para niñas de 6 años. En mayo de 2014 se anunció que CASM Films acababa de firmar un acuerdo de 2 años conHBO para desarrollar series y películas además de que Anna protagonizaría la adaptación de la novela Bury This de la escritora Andrea Portes sobre la que finalmente no se llegó a un acuerdo en las negociaciones.
En marzo de 2015 The Wrap anunció en exclusiva que estaban desarrollando una miniserie bajo el acuerdo alcanzado con HBO y en colaborazión con Jack Black. Se trata de la adaptación de la novela de Kate Manning My Notorious Life, que será renombrada como Madame X, donde Anna interpretará a una comadrona y defensora del aborto que escandaliza a la sociedad del Nueva York del siglo XIX.
Películas producidas por CASM Films
| Año  | Película                | Notas                                                     | Escritor      | Director      |
| ---- | ----------------------- | --------------------------------------------------------- | ------------- | ------------- |
| 2014 | Free Ride               | Anna también la protagoniza                               | Shana Betz    | Shana Betz    |
| 2018 | Civilianaire Boy's Club | Corto Posproducción                                       |               | Mark Larkin   |
| 2018 | The Parting Glass       | Protagonizada por Denis O'Hare                            | Denis O'Hare  | Stephen Moyer |
|      | Madame X                | Miniserie HBO Protagonizada por Anna Paquin               | Julia Hart    | Lynn Shelton  |
|      | Twinkle                 | Protagonizada por Stephen Moyer                           | Howard Deutch |               |
|      | The Pink Hotel          | Adaptación de la novela del mismo nombre de Anna Stothard | Anna Paquin   | Anna Paquin   |
|      | Proyecto sin título     | Tres historias entrelazadas ambientadas en Nueva York     | Denis O'Hare  |               |
|      | Lonely Werewolf Girl    | Adaptación de la novela del mismo nombre de Martin Millar | Joe Ahearne   |               |
|      | Spitfire                |                                                           | Dan Schaffer  | Jake West     |
|      | Wildling                |                                                           |               |               |

#### Otros trabajos y apariciones
En 1994 Anna Paquin grabó un CD llamado La nariz magnífica y otras maravillas de Anna Fienberg, en el que narraba cuatro historias. Ese mismo año fue la imagen de varios anuncios de la compañía canadiense NetworkMCI para sus servicios de larga distancia e Internet. Anna también ha participado en las siguientes lecturas:
- Drug buddy de David Folwell. La lectura formaba parte de las MTC’s 6@6 series y se llevó a cabo en el Manhattan Theater Club (Nueva York) el 16 de junio de 2003. Will Frears fue el director. Anna interpretó a Wendy.
- Manuscript de Paul Grellong. Se trató de la presentación del Cape Cod Theatre Project de la obra de Grellong que duró tres días, desde el 10 de julio de 2003 al 12 de julio y se hizo en la Falmouth Academy (Nueva York). Estuvo dirigido por Ethan McSweeny y Anna se encargó del papel de Elizabeth Hawkins.
- Dog sees god: confessions of a teenage blockhead de Bert V. Royal, tuvo lugar el 9 de mayo de 2005 en el Westside Theatre (Nueva York), fue dirigido por Tripp Cullman. Anna leyó la parte de Marcy.

En 2012 Anna se convirtió en la imagen para la nueva línea de lacas de uñas de alta duración de OPI llamada GelColor.

## Filmografía

### Cine
| Año  | Película                   | Personaje             |
| ---- | -------------------------- | --------------------- |
| 1993 | The Piano                  | Flora McGrath         |
| 1996 | Jane Eyre                  | Joven Jane Eyre       |
| 1996 | Fly Away Home              | Amy Alden             |
| 1997 | Amistad                    | Isabel II de España   |
| 1998 | Hurlyburly                 | Donna                 |
| 1998 | Tenkū no Shiro Laputa      | Sheeta (voz)          |
| 1999 | A Walk on the Moon         | Alison Kantrowitz     |
| 1999 | She's All That             | Mackenzie Siler       |
| 1999 | It's the Rage              | Annabel Lee           |
| 2000 | X-Men                      | Marie / Rogue         |
| 2000 | Almost Famous              | Polexia Aphrodisia    |
| 2000 | Finding Forrester          | Claire Spence         |
| 2001 | Buffalo Soldiers           | Robyn Lee             |
| 2002 | Darkness                   | Regina                |
| 2002 | 25th Hour                  | Mary D'Annunzio       |
| 2003 | X-Men 2                    | Marie / Rogue         |
| 2005 | Steamboy                   | James Ray Steam (voz) |
| 2005 | The Squid and the Whale    | Lili                  |
| 2006 | X-Men: The Last Stand      | Marie / Rogue         |
| 2007 | Blue State                 | Chloe Hamon           |
| 2007 | Mosaic                     | Maggie (voz)          |
| 2007 | Trick 'r Treat             | Laurie                |
| 2010 | The Romantics              | Lila Hayes            |
| 2010 | Open House                 | Jennie                |
| 2011 | Scream 4                   | Rachel                |
| 2011 | Margaret                   | Lisa Cohen            |
| 2013 | Straight A’s               | Katherine             |
| 2013 | Free Ride                  | Christina             |
| 2014 | X-Men: Days of Future Past | Marie / Rogue         |
| 2015 | The Good Dinosaur          | Ramsey (voz)          |
| 2018 | Furlough                   | Lily Benson           |
| 2018 | The Parting Glass          | Colleen               |
| 2018 | Tell It to the Bees        | Dr. Jean Markham      |
| 2019 | The Irishman               | Peggy Sheeran         |
| 2021 | American Underdog          | Brenda Warner         |
| 2023 | True Spirit                | Julie Watson          |
| 2024 | A Bit of Light             | Ella                  |

### Televisión
| Año       | Título original                       | Personaje         | Notas                                                | Ref(s) |
| --------- | ------------------------------------- | ----------------- | ---------------------------------------------------- | ------ |
| 1997      | The Member of the Wedding             | Frankie Adams     | Película para Televisión                             |        |
| 2007      | Bury My Heart at Wounded Knee         | Elaine Goodale    | Película para Televisión                             |        |
| 2008–2014 | True Blood                            | Sookie Stackhouse | 80 episodios                                         | [ 49 ] |
| 2009      | The Courageous Heart of Irena Sendler | Irena Sendler     | Película para Televisión                             |        |
| 2011      | Phineas and Ferb                      | Kristen (voice)   | Episodio: "The Curse of Candace"                     |        |
| 2013      | Susanna                               | Katie             | 6 episodios                                          |        |
| 2016      | Roots                                 | Nancy Holt        | Episodio: "Parte 4"                                  |        |
| 2017      | Bellevue                              | Annie Ryder       | 8 episodios; también productora ejecutiva            | [ 50 ] |
| 2017      | Alias Grace                           | Nancy Montgomery  | 5 episodios                                          |        |
| 2017      | Philip K. Dick's Electric Dreams      | Sarah             | Episodio: "Real Life"                                |        |
| 2019–2020 | Flack                                 | Robyn             | 12 episodios; también productora ejecutiva           |        |
| 2019      | The Affair                            | Joanie Lockhart   | 8 episodios                                          |        |
| 2021      | Modern Love                           | Isabelle          | Episodio: "In the Waiting Room of Estranged Spouses" |        |
| 2022      | A Friend of the Family                | Mary Ann Broberg  | Miniserie                                            |        |

### Teatro
| Fecha                                   | Obra                                | Teatro                               | Papel           |
| --------------------------------------- | ----------------------------------- | ------------------------------------ | --------------- |
| 15 de noviembre-22 de diciembre de 2001 | The Glory of Living                 | MCC Theater - Nueva York             | Lisa            |
| 15 de marzo-20 de abril de 2002         | This our youth                      | Garrick Theater - Londres            | Jessica Goldman |
| 15 de febrero-29 de marzo de 2004       | Roulette                            | Ensemble Studio Theatre - Nueva York | Jenny           |
| 6 de mayo-5 de junio de 2004            | The Distance From Here              | MCC Theater - Nueva York             | Shari           |
| 13 de septiembre de 2004                | 24 Hour Plays - South Of The Border | MCC Theater - Nueva York             | Maylene         |
| 28 de febrero-3 de abril de 2005        | After Ashley                        | Vineyard Theatre - Nueva York        | Julie Bell      |
| 23 de octubre de 2006                   | 24 Hour Plays - The Blizzard        | MCC Theater - Nueva York             | Jenny           |

## Reconocimientos
Premios Óscar
| Año  | Categoría               | Película  | Resultado |
| ---- | ----------------------- | --------- | --------- |
| 1994 | Mejor Actriz de Reparto | The Piano | Ganadora  |

Globos de Oro
| Año  | Categoría                                               | Película                              | Resultado |
| ---- | ------------------------------------------------------- | ------------------------------------- | --------- |
| 1993 | Mejor Actriz de Reparto                                 | The Piano                             | Nominada  |
| 2007 | Mejor Actriz de Reparto de Serie, Miniserie o Telefilme | Bury My Heart at Wounded Knee         | Nominada  |
| 2008 | Mejor Actriz de Serie de TV - Drama                     | True Blood                            | Ganadora  |
| 2009 | Mejor Actriz de Serie de TV - Drama                     | True Blood                            | Nominada  |
| 2009 | Mejor Actriz de Reparto de Serie, Miniserie o Telefilme | The Courageous Heart of Irena Sendler | Nominada  |

Otros premios y nominaciones
- 1994 - LAFCA Awards (Premios de la asociación de críticos de Los Ángeles) a la mejor actriz de reparto por The Piano.[52] (Galardón compartido con Rosie Pérez).
- 1994 - FCCA Awards (Premio del círculo de críticos de cine de Australia) Mejor actriz secundaria por The Piano.
- 2001 - Online Film Critics Society Awards - Mejor reparto por Casi famosos junto a Fairuza Balk, Billy Crudup, Patrick Fugit, Philip Seymour Hoffman, Kate Hudson, Jason Lee, Frances McDormand y Noah Taylor.[53]
- 2005 - Gotham Awards al mejor reparto por The Squid and the Whale compartido con Jeff Daniels, Laura Linney, Jesse Eisenberg, Owen Kline y William Baldwin.[54]
- 2008 - Satellite Awards a la mejor actriz de serie dramática por True Blood.[55]
- 2009 - Scream Awards - Mejor actriz en una película de terror o serie por True Blood.[56]
- 2009 - Satellite Awards: Premio especial al mejor elenco por True Blood.[57]
- 2010 - Scream Awards: Mejor actriz de terror por True Blood.[58]
- 2011 - Scream Awards: Mejor reparto por True Blood[59]
- 2012 - London Critics' Circle Film Awards: Mejor actriz por Margaret (premio compartido con Meryl Streep).[60]
- 2012 - International Cinephile Society Awards: Mejor actriz por Margaret.[61]
- 2013 - Premio a toda una carrera del Fort Lauderdale International Film Festival[62]

Nominaciones
- 1997 - YoungStar Awards - Mejor interpretación por una actriz joven en una película dramática por Fly Away Home.
- 1997 - Young Artist Awards - Mejor interpretación en una película - Joven actriz principal por Fly Away Home.
- 1998 - Young Artist Awards - Mejor interpretación en una TV Movie/Piloto/Miniserie - Joven actriz principal por The Member of the Wedding.
- 1999 - YoungStar Awards - Mejor interpretación por una actriz joven en una película dramática por A Walk on the Moon.
- 2000 - Young Artist Awards - Mejor interpretación en una película - Joven actriz principal por A Walk on the Moon.
- 2001 - Premios del Sindicato de Actores - Mejor reparto por Casi famosos, compartido con Fairuza Balk, Billy Crudup, Patrick Fugit, Philip Seymour Hoffman, Kate Hudson, Jason Lee, Frances McDormand y Noah Taylor.
- 2001 - Premios Saturn - Mejor interpretación por un actor joven por X-Men.
- 2001 - Premio MTV de Cine al mejor equipo en pantalla por X-Men, compartido con Halle Berry, Hugh Jackman y James Marsden.
- 2001 - Actriz favorita Blockbuster de ciencia ficción, por X-Men.
- 2003 - Teen Choice Awards - Elección a la mejor química en una película por X-Men 2, compartido con Shawn Ashmore.
- 2004 - Premio MTV de Cine - Mejor beso por X-Men 2, compartido con Shawn Ashmore.
- 2007 - Emmy Awards - Mejor actriz de reparto en miniserie o serie hecha para televisión por Entierra mi corazón en Wounded Knee.
- 2008 - Premios del Sindicato de Actores - Mejor actriz de televisión - Miniserie o telefilme por Entierra mi corazón en Wounded Knee.
- 2009 - Premios A-list (Premios de la revista Bravo) - Momento más sexy de la televisión por el peisodio 7- Burning house of love de True Blood, compartido con Stephen Moyer.
- 2009 - Premios Saturn - Mejor actriz de televisión por True Blood.
- 2009 - Teen Choice Awards - Estrella femenina de televisión por True Blood.
- 2009 - Portal Awards - Mejor actriz de televisión por True Blood.
- 2009 - GoldDerby TV Awards - Mejor actriz de drama por True Blood.
- 2010 - People's Choice Awards - Mejor actriz dramática de televisión por True Blood.
- 2010 - Premios del Sindicato de Actores - Mejor reparto de televisión - Drama por True Blood compartido con Chris Bauer, Mehcad Brooks, Anna Camp, Nelsan Ellis, Michelle Forbes, Mariana Klaveno, Ryan Kwanten, Todd Lowe, Michael McMillian, Stephen Moyer, Jim Parrack, Carrie Preston, William Sanderson, Alexander Skarsgård, Sam Trammell, Rutina Wesley y Deborah Ann Woll.
- 2010 - Premios Saturn - Mejor actriz de televisión por True Blood.
- 2010 - Teen Choice Awards:
  - Actriz de Televisión: fantasía/ciencia ficción por True Blood.
  - Estrella femenina de televisión por True Blood
- 2010 - Satellite Awards: Mejor actriz dramática por True Blood.[63]
- 2011 - Premios Saturn: Mejor actriz de televisión por True Blood.
- 2011 - Teen Choice Awards: Mejor actriz de serie
- 2011 - Chicago Film Critics Association Awards: Mejor actriz por Margaret.[64]
- 2012 - Teen Choice Awards - Mejor actriz de serie de televisión Fantasy/Sci-Fi por True Blood.
- 2014 - IAWTV Awards: Mejor Actriz de serie dramática por Susanna[65]

Otros reconocimientos
- El personaje de Rogue de los cómics durante años no tuvo un nombre humano así que le pusieron el de Anna Marie en honor a Anna Paquin.
- En 2005 apareció en el puesto 93 del programa de Las 100 Mejores Estrellas Infantiles del canal VH1.
- Apareció en el puesto 14 de los 15 canadienses que hacen que las cosas ocurran en Hollywood, en la 3.ª lista anual de los famosos más poderosos de Canadian Business (2007).[66]
- En 2008 MovieFone le otorgó el puesto 13 de las 25 mejores estrellas infantiles de todos los tiempos.
- En 2008 USA Today la consideró la Mejor interpretación femenina del año en televisión por True Blood.[67]
- En 2009 la revista Forbes la consideró la séptima de Las 10 estrellas del año que más rápido han crecido.[68]
- En 2011 The Village Voice la consideró la mejor actriz del año por su papel en Margaret en su votación anual de cine compuesta por más de 100 de los críticos cinematográficos más relevantes.[69]
- La revista LAWeekly también votó a Anna Paquin[70] como la mejor actriz del año por su papel en Margaret.
- En 2014 la Revista The Advocate la nombró finalista a Persona del Año por su defensa de la identidad bisexual y su lucha contra los estereotipos negativos.[71]